# Naîgnouma Coulibaly
Pour les articles homonymes, voir Coulibaly.
Naîgnouma Coulibaly est une joueuse franco-malienne de basket-ball, née le 31 mai 1989 à Djacoronoi (Mali).

## Biographie
Elle est la sœur de la joueuse malienne Mariam Coulibaly.
« Chez nous, si les garçons peuvent faire du sport, sortir le soir, les filles ne peuvent pas faire ce qu'elles veulent. Mais, j'aimais trop le basket. Je jouais toute seule, sur le chemin de l'école. Et parfois, j'oubliais d'y aller. Je ne faisais que des tirs, je ne savais même pas dribbler. (...) Ce n'est qu'en 2003, à 14 ans, après le décès de mon père, que l'on m'a autorisée à accompagner mon frère dans son club ». Deux ans plus tard, avec les premières sélections en équipe nationale cadette, junior puis senior, l'adolescente devient la fierté de sa famille et de tout son quartier de Djicoroni Para au bord du fleuve Niger. « Le regard des gens a changé. Je n'étais plus une fille qui veut faire du basket, mais une internationale malienne qui pouvait réussir sa vie grâce au sport ».» À 16 ans, elle démarre son drôle d'itinéraire par Toulouse. La belle histoire - « venir en France, jouer au basket » - tournera court. « Le rythme de la journée, les traditions, les habitudes: je n'ai pas réussi à trouver ma place. J'étais trop jeune, trop seule et j'ai voulu rentrer au Mali ».»
Elle atterrit à Pleyber-Christ (futur Landerneau Bretagne Basket). Le talent vite repéré par des agents, elle rejoint Basket Landes pour des débuts prometteurs, mais s'y blesse et finit par quitter le pays. Ressourcée au Mali, elle finit la saison en première division polonaise. Elle revient deux saisons à Pleyber-Christ, où elle est l'une des toutes meilleures intérieures du championnat. Meilleure rebondeuse de LF2 en 2010-2011 avec 12,8 rebonds (additionnés de 12,8 pts), elle signe en LFB à Mondeville. Internationale malienne, elle dispute en 2008 les jeux olympiques de Pékin, puis le Mondial 2010. Après deux saisons en Normandie, avec des performances intéressantes en Euroligue et 10,5 points, 9,6 rebonds et 1 passe de moyenne pour 14,9 d’évaluation en championnat, elle est annoncée en mai 2013 à Montpellier, mais s'engage finalement pour Arras.
Après une longue période en France, elle rejoint début septembre 2014 le club hongrois de DVTK Miskolc qui dispute l'Eurocoupe. Après avoir passé la saison 2015-2016 en Espagne à Gérone pour 9,4 points et 8,6 rebonds en championnat et 8,5 points et 7,2 rebonds en Euroligue, elle s'engage avec le club turc de Canik. Après trois à l'étranger, elle retrouve la LFB pour 2017-2018 avec Nice.
En janvier 2022, après avoir quitté le club russe de Syktyvkar, elle fait son retour en France avec les Flammes Carolo.

## Clubs
- 2003-2006 : AS Commune III (Mali)[7]
- 2006-2007 :  Toulouse Basket Club
- 2007-2008 :  Pleyber Christ BC (NF1)
- 2008-2009:  Basket Landes
- 2008-2009:  Poznań (Pologne)
- 2009-2011:  Pleyber-Christ Basket Club (NF1 puis LF2)
- 2011-2013:  USO Mondeville
- 2013-2014 :  Arras Pays d'Artois Basket Féminin
- 2014-2015 :  DVTK Miskolc
- 2015-2016 :  Uni Gérone CB
- 2016-2017 :  Canik beledeyesi
- 2017-2018 :  Nice
- 2019-2020 :  Uni Gérone CB
- 2021-2022 :  Syktyvkar
- 2021- :  Flammes Carolo

## Palmarès
- Médaille d'or au championnat d'Afrique 2007
- Médaille d'or des Jeux africains de 2015
- Vice-championne d'Afrique 2009
- Médaille de bronze au championnat d'Afrique 2011
- Médaille de bronze au championnat d'Afrique 2017 au Mali

## Distinctions individuelles
- Meilleure rebondeuse du championnat LF2 2011
- Championne d’Afrique des Nations au Sénégal avec l’équipe malienne
- Meilleure rebondeuse du Championnat d’Afrique U20 au Mozambique en 2007
- Championne d’Afrique Juniors au Bénin
  - Meilleure rebondeuse du Championnat d’Afrique Juniors au Bénin
- Meilleure rebondeuse des Mondiaux Juniors en 2007 en Slovaquie
  - Meilleure rebondeuse des Mondiaux Espoirs en 2007 à Moscou
- Participe aux JO de Pékin 2008